# 린 위버
린 위버(Ryn Weaver, 1992년 8월 10일 ~ )는 미국의 싱어송라이터이다.